# David Warren
David Warren (Groote Eylandt, 20 marzo 1925 – Melbourne, 19 luglio 2010) è stato un chimico e inventore australiano, noto per l'invenzione e lo sviluppo della scatola nera.

## Biografia
Warren nacque a Groote Eylandt, un'isola prospiciente la costa del Territorio del Nord in Australia. Fu il primo bambino di origine europea a nascere sull'isola ed effettuò i propri studi dapprima alla Launceston Church Grammar School in Tasmania e successivamente alla Trinity Grammar School a Sydney.
Suo padre morì nel 1934 in un incidente aereo sullo Stretto di Bass.
Si laureò all'Università di Sydney ottenendo un Bachelor of Science.
Warren divenne il principale ricercatore scientifico presso i Defence Science and Technology Organisation's Aeronautical Research Laboratories a Melbourne dal 1952 al 1983.
Nei primi anni cinquanta sviluppò l'idea di trovare un metodo per registrare le voci all'interno della cabina di pilotaggio a seguito dello schianto a Calcutta di un aereo di linea, un Comet, il 2 maggio del 1953.
Pensò che registrare le voci dei piloti potesse risultare utile agli investigatori in caso di incidenti aerei. All'epoca era prevista la registrazione tramite altre apparecchiture diverse dalla scatola nera, di certi parametri di volo che non includevano le voci e che non potevano essere riutilizzate. Ciò non lo rendeva pratico e conveniente per i normali voli commerciali.
Il primo prototipo di scatola nera venne alla luce nel 1957 ma solo nel 1960, grazie ai finanziamenti delle autorità britanniche Warren poté iniziarne la produzione. L'invenzione di Warren, che registrava su nastro magnetico, permetteva un più facile riutilizzo dei supporti di registrazione, rendendo molto più conveniente per i voli commerciali l'utilizzo delle scatole nere.
La scatola nera si rivelò estremamente utile per la comprensione di numerosi incidenti di volo e prevenirne di nuovi, salvando le vite di migliaia di persone.
Nel novembre 2008, Qantas gli dedicò uno dei suoi Airbus A380 in onore dei suoi servizi resi all'aviazione.
Warren morì il 19 luglio 2010 a Melbourne all'età di 85 anni. Venne seppellito in una bara a cui era stata applicata questa etichetta "Flight Recorder Inventor; Do Not Open" (Inventore della Scatola Nera; non aprire).